# География Исламабада
Исламабад расположен в 33°26′ с. ш. 73°02′ в. д., неподалеку от северо-западных окраин Гималаев, у подножия Потварского плато, примерно в 500 метрах над уровнем моря. Центр города располагается на высоте 507 м над уровнем моря. К северу от Исламабада расположен крупнейший горный узел Азии и всего мира, место пересечения хребтов — Гиндукуш, Памир, Каракорум. Гималаи тянутся восточнее города. Западнее Исламабада протекает река Инд.
На почти 18 гектарах Федеральной столичной территории недалеко от Исламабада находится национальный парк Маргалла-Хиллс, который включает в себя: одноимённый горный хребёт (12 605 га), озеро Равал, горный хребёт Шакарпариан и Спортивно-культурный комплекс. Горный хребёт Маргалла-Хиллс достигает в высоту 685 метров в западной части и 1604 метров на востоке национального парка.